# Jacques du Terrail
Jacques du Terrail († 15. Mai 1535 in Chartres) war ein französischer Abt und Bischof.

## Leben
Jacques du Terrail, ein Bruder des Feldherrn Pierre du Terrail, war Dekan des Kapitels von Grenoble, als er 1532 seinem verstorbenen Bruder Philippe du Terrail als Bischof von Glandèves nachfolgte. Seit 1521 war er der letzte Regularabt des Klosters Saint-Josaphat bei Chartres.